# Iulian Segărceanu
Iulian Segărceanu (n. 31 august 1955, Braniște, România) este un pictor român, membru în Uniunea Artiștilor Plastici din România. Picturile sale sunt realizate în stil impresionist, cu influențe abstracte.

## Date biografice
Iulian Segărceanu a urmat Liceul de Artă „Marin Sorescu” din Craiova, secția Arte Plastice în perioada 1971-1975. După absolvire, și-a continuat studiile în domeniul artei în cadrul unor călătorii artistice în țări din Europa, precum Italia, Franța, Germania sau Belgia. Prima expoziție realizată de Segărceanu a avut loc la Muzeul de Artă din Craiova, în 1986.
În 1992 a devenit membru al Fondului Plastic din Craiova, iar în 1994 membru al Uniunii Artiștilor Plastici din România, filiala Craiova.

## Receptare critică
„Toate se aștern în uleiurile sale cumpănite și acoperite cu tonuri liniștitoare de gri și albastru, de pământ și cer, de altitudine și de adâncime. Nu este un aventurier al spațiului, nu încearcă să te ducă și să te aducă fără să-ți dai seama, el vrea mai întâi să imortalizeze, să rețină, să-ți propună, dacă ai ochi de văzut“, a comentat Virgil Dumitrescu opera pictorului.
Ovidiu Bărbulescu, în revista Mozaicul, spune despre Iulian Segărceanu că este „colorist de esențã”, însă el nu descrie „subiectul prin culoare, ci culoarea însãși devine subiect, preluând încãrcãtura afectivã a subiectului.”
În revista Ramuri, Cătălin Davidescu îl caracterizează ca fiind un „artist peisagist din familia postimpresioniștilor români care, rămânând obedienți formelor realității, se exprimă printr-o maximă libertate și spontaneitate a gestului, el își afirmă acum cu o maximă determinare intenția de a cerceta și în zona deconstruirii totale a formelor realității, în formarea unui nonfiguratism gestual. Se simte efortul său de a-și recontura lumea într-o altă ordine.”
Potrivit lui Constantin Ilie, viziunea artistică a lui Segărceanu poate fi considerată „o monografie plastico-lirică a realismului implacabil cu existențialismul”.

## Expoziții

### Expoziții personale
- 1986, 1988 - Muzeul de Artă Craiova
- 1992-2011 - Expoziții anuale, Galeria Arta, Craiova
- 1997 - Muzeul de Artă Calafat
- 1997-1998 - Studio Art, Craiova
- 1999 - Muzeul de Artă Slatina
- 2011 - Muzeul Județean Olt, Galeria Artis, Slatina
- 2018 - Viziuni, galeria Arta, Craiova

### Expoziții de grup
- 1992 - Salonul de primavară, Galeria Arta, Craiova
- 1992-2001 - Salonul Anual al Artiștilor Plastici Olteni, Muzeul de Artă Craiova
- 1994 - Galeria Apollo, Drobeta Turnu-Severin
- 1995 - Galeria Vollard, Craiova
- 1996-1998 - Craiova oameni și locuri – sec. XIX- XX, Muzeul de Artă Craiova
- 1997 - Galeria de Sud, Craiova
- 1997 - Salonul de Sud – Muzeul de Artă Râmnicu-Vâlcea
- 1997 - Galeria Arta, Craiova
- 1998 - Artiști români peregrini prin lume – sec. XIX- XX, Muzeul de Artă Craiova
- 199 -2004 - Salonul Anual al Artiștilor Plastici Olteni, Muzeul de Artă Craiova
- 2004-2011 - Salonul Municipal de Artă Plastică, Craiova
- 2018 - Galeria Arta a Uniunii Artiștilor Plastici din România, filiala Craiova[11]

Lucrări sale sunt expuse în muzee și instituții din țară, dar și în colecții particulare din România, Serbia, Belgia, Bulgaria, Franța, Italia, Elveția, Danemarca, Australia, Liban, Coreea de Sud, S.U.A., Canada, Grecia, Israel, Africa de Sud.

## Premii
Iulian Segărceanu a obținut numeroase premii și distincții de-a lungul carierei sale, printre care se numără: Premiul Filialei Craiova a U.A.P.R. (1998), Premiul Primăriei Municipiului Craiova (1999), Premiul Marcel Guguianu (2000), Diplomă de excelență acordată de Ministerul Culturii și Cultelor (2002).
În 2008 a câștigat Premiul pentru pictură la Salonul Municipal de Artă Plastică de la Craiova, iar în anul următor Premiul acordat de Salonul Municipal de Artă Plastică Craiova 2009.
În 2020, la vernisajul expoziției itinerante de pictură „Salonul artiștilor plastici olteni «Inserții cromatice», ediția a XVII-a, organizată de către Centrul Județean de Cultură și Artă Olt în parteneriat cu Galeria Arta - Filiala Craiova, Segărceanu a obținut Premiul pentru popularitate cu lucrarea intitulată Rufe la uscat.